# 12898 Mignard
12898 Mignard eller 1998 RK6 är en asteroid i huvudbältet som upptäcktes den 14 september 1998 av LONEOS vid Anderson Mesa Station. Den är uppkallad efter den franske astronomen François Mignard.
Asteroiden har en diameter på ungefär 10 kilometer.